# جف پالور
جف پالور (انگلیسی: Jeff Pulver؛ زادهٔ ۱۲ سپتامبر ۱۹۶۲) دانشمند رایانه و کارآفرین اهل ایالات متحده آمریکا است، که در سال ۲۰۰۱ شرکت وونیج را تأسیس کرد.